# Стейнер, Фред
Фред Стейнер (англ. Fred Steiner; 24 февраля 1923, Нью-Йорк, Нью-Йорк — 23 июня 2011[…], Ахихик, Халиско[…]) — американский композитор, дирижёр, оркестровщик, историк кино и аранжировщик музыки для телевидения, радио и кино. Стейнер написал музыкальную тему для Шоу Рокки и Буллвинкля и сериала Перри Мейсон.
В то время как Александр Каридж написал основную музыкальную тему для оригинального телесериала Star Trek (TOS), намного более значительный вклад Стейнера в эту франшизу включал в себя сочинение дополнительной музыки, а также озвучивание 29 из показанных 79 эпизодов. Стейнер также написал и организовал дополнительную музыку для художественного фильма «Звёздный путь» (1979), был частью композиторской команды для фильма 1985 года «Цветы лиловые полей», который получил номинацию на Оскар, и был также не аккредитованным композитором для «Звёздные войны. Эпизод VI: Возвращение джедая». Наиболее продуктивным Стейнер был в телевизионных сериалах в 1950-х и 1960-х. Его многочисленные сочинения включают музыку для «Героев Хогана (англ. Hogan's Heroes)», «Имеющий пушку — будет путешествовать (англ. Have Gun – Will Travel)», «Сумеречная зона», «Дымок из ствола» и «Сыромятная плеть».

## Биография
Стейнер родился 24 февраля 1923 года в Нью-Йорке, в семье композитора венгерского происхождения Джорджа Стейнера. Он начал играть на пианино в шесть лет, а в 13 лет расширил свое музыкальное образование, включив в него виолончель и теорию музыки. Стейнер считался вундеркиндом и с самого раннего возраста хотел заниматься той же работой, что и его отец — сочинять музыку для кино и радио. После окончания средней школы Таунсенда Харриса он получил стипендию в Музыкальной консерватории Оберлина, где учился у композитора Норманда Локвуда. Он получил степень по музыкальной композиции в 1943 году.
Сразу после окончания колледжа Стейнер начал составлять партитуры для радиопередач в Нью-Йорке. Эти ранние работы включали в себя Радиоспектакли и Воркшопы. Стейнер также написал несколько коротких пропагандистских роликов военного времени, сделанных для продажи военных облигаций.
Самый важный момент в его ранней карьере пришёл в начале 1940-х годов, когда он был представлен Ван Кливу отцом, играющим в то время в оркестре Клива. Позже, когда Стейнер работал в качестве оркестратора для различных последующих радиопередач, он был ещё неопытным, но внимательно изучал Ван Клива для собственного развития.
В 1945 году Стейнер был назначен первым музыкальным руководителем радиоспектакля «Это твое ФБР», где сочинил и подготовил к выпуску к 47 эпизодов. С упадком радиоиндустрии Стейнер решил переключить свое внимание на телевидение. В 1947 году он переехал на запад в Лос-Анджелес. Стейнер получил докторскую степень по музыковедению в Университете Южной Калифорнии в 1981 году. Его диссертация была посвящена ранней карьере композитора Альфреда Ньюмана. До самой диссертации у Стейнера существовал небольшой интерес к академическому изучению музыки к фильмам. Стейнер стал одним из первых, кто соединил музыковедение и перспективы кино. Его научные статьи о музыке к фильмам были опубликованы в The Cue Sheet, Film Music Quarterly и Quarterly Journal of Library of Congress.
Фред Стейнер скончался 23 июня 2011 года в своем доме в Ахихик, Халиско (Мексика), после инсульта в возрасте 88 лет. Его пережили его жена Ширли Стейнер (64 года), две дочери (певица и автор песен Венди Уолдман и Джиллиан Сэндрок), его сестра Кей Геллерт, две племянницы, один племянник, три внучатых племянника, два внука и двое правнуков.

## Работы
Для телесериалов Стейнер писал много музыки, в том числе на его счету большое количество эпизодов оригинального сериала Star Trek. Статья, которую он написал для Библиотеки Конгресса, называлась «Музыка для Star Trek: Озвучивание телевизионного шоу в шестидесятых». Она обрисовывала в общих чертах и определяла вклад всех оригинальных композиторов этой серии.
Одна из самых известных из работ Стейнера «Park Avenue Beat» — это тема из «Perry Mason TV». Она использовалась с 1957 по 1966 год для оригинального сериала «Перри Мейсон» и была перезаписана Диком ДеБенедиктисом для последующих фильмов для телевидения, снятых в 1985 году. Мелодия была записана Братьями Блюз для саундтрека к фильму 1998 года «Братья Блюз 2000». В своем интервью Стейнер говорил, что написал такую джазовую тему, потому что представлял себе адвоката-сыщика Мейсона как яркого человека, часто выбирающегося в город в фильме нуарного вида, но Мейсон, изображенный в сериале, был более сдержанным персонажем, и видели его в основном в офисе или в суде.
Стейнер также сочинил основную тему «Шоу Рокки и Буллвинкля» и «Man Against Crime» и написал музыку к сериалам «Затерянные в космосе», «Сумеречная зона» и «Удивительные истории». Его работа в художественных фильмах включала в себя оригинальные партитуры к таким фильмам, как «Беги к солнцу» (1956), «Человек из Дель-Рио» (1956), «Делла» (1964), «Геркулес и принцесса Трои» (1965), «Первый к бою» (1967), «Армия Картера» (1970), «Тепловой удар!» (1974) и «Морские цыгане» (1978), а также оркестровка или адаптация (иногда не аккредитованная) для других композиторов, как, например, в фильмах «Человек с золотой рукой» (1956), «Величайшая из когда-либо рассказанных историй» (1965) и «Звездный путь: движение» (1979).
Номинация на премию Оскар за «Лучшую музыку, оригинальную партитуру» была присуждена его работе над фильмом «Цветы лиловые полей» (1985). Это была общая награда с Куинси Джонсом, Джереми Лаббоком, Родом Темпертоном, Кайфусом Семенья, Андре Крауч, Крисом Бордманом, Хорхе Каландрелли, Джоэлем Розенбаумом, Джеком Хейсом, Джерри Хей и Рэнди Кербером.